# Ulica Henryka Dąbrowskiego w Katowicach
Ulica Henryka Dąbrowskiego w Katowicach – jedna z ulic w katowickiej dzielnicy Śródmieście.
Patronem ulicy jest twórca Legionów Polskich we Włoszech gen. Jan Henryk Dąbrowski.

## Przebieg
Rozpoczyna swój bieg od ul. Plebiscytowej, krzyżuje się z ul. Henryka Sienkiewicza, ul. Podgórną, ul. Józefa Lompy, ul. Stanisława Kobylińskiego, ul. Władysława Reymonta. Podobnie jak równoległa do niej ul. Jagiellońska kończy swój bieg przy skrzyżowaniu z ulicą Francuską.

## Opis
Przy ulicy Henryka Dąbrowskiego znajduje się szereg przedwojennych kamienic. Najstarsze przy skrzyżowaniach z ulicami Plebiscytową i Henryka Sienkiewicza. W latach trzydziestych XX wieku w południowej części Katowic powstał zespół kamienic funkcjonalistycznych o bardzo wysokim standardzie, w tym kilka z nich również przy ul. H. Dąbrowskiego.
Przy ulicy znajdują się następujące historyczne obiekty:
- narożna kamienica mieszkalna (ul. H.Dąbrowskiego 1, ul. Plebiscytowa 8)[3];
- narożna kamienica mieszkalna (ul. H.Dąbrowskiego 2, róg z ul. Plebiscytową)[3];
- kamienica mieszkalna (ul. H. Dąbrowskiego 3)[3];
- kamienica mieszkalna (ul. H. Dąbrowskiego 4)[3];
- kamienica mieszkalna (ul. H. Dąbrowskiego 5)[3];
- kamienica mieszkalna (ul. H. Dąbrowskiego 6)[3];
- kamienica mieszkalna (ul. H. Dąbrowskiego 7)[3];
- kamienica mieszkalna (ul. H. Dąbrowskiego 8)[3];
- narożna kamienica mieszkalna (ul. H. Dąbrowskiego 9, ul. H. Sienkiewicza 13)[3];
- kamienica mieszkalna (ul. H. Dąbrowskiego 10, ul. H. Sienkiewicza 7-11)[3];
- narożna kamienica mieszkalna (ul. H. Dąbrowskiego 14, ul. H. Sienkiewicza 10)[3];
- kamienica mieszkalna (ul. H. Dąbrowskiego 15)[3];
- kamienica mieszkalna (ul. H. Dąbrowskiego 16, ul. Podgórna 5, 7)[3];
- kamienica mieszkalna (ul. H. Dąbrowskiego 17/17a)[3];
- narożna kamienica mieszkalna (ul. H. Dąbrowskiego 19, ul. J. Lompy 7)[3];
- funkcjonalistyczny biurowiec ul. H. Dąbrowskiego 22), wzniesiony w stylu funkcjonalizmu w latach trzydziestych XX wieku[3];
- gmach dawnej Okręgowej Rady Związków Zawodowych (pod numerem 23); wzniesiony w latach pięćdziesiątych XX wieku w stylu socrealistycznym, na miejscu zburzonego gmachu Muzeum Śląskiego, według projektu architektów H. Buszki i A. Franty[3]; mają tu swoje siedziby niektóre wydziały Urzędu Marszałkowskiego Województwa Śląskiego[4]:
- międzywojenna kamienica (ul. H. Dąbrowskiego 24) wzniesiona według projektu Karola Schayera, wybudowana w 1937[3];
- budynek dawnej Kasy Chorych (ul. H. Dąbrowskiego 25, ul. Wł. Reymonta 8), wzniesiony w 1938, w stylu funkcjonalizmu, według projektu architekta S. Gruszki[3] (siedziba Oddziału Hematologii i Transplantacji Szpiku Śląskiego Uniwersytetu Medycznego w Katowicach).

Pod numerem 8 mieści się Śląski Wojewódzki Zarząd Związku Ochotniczych Straży Pożarnych oraz Miejski Zarząd Związku Ochotniczych Straży Pożarnych.
W okresie Rzeszy Niemieckiej ulicę nazywano Gutenbergstraße, na cześć Johannesa Gutenberga. Taką też nazwę nosiła w okresie niemieckiej okupacji Polski (1939–1945). W czasach Polski Ludowej ul. Jarosława Dąbrowskiego.

## Galeria

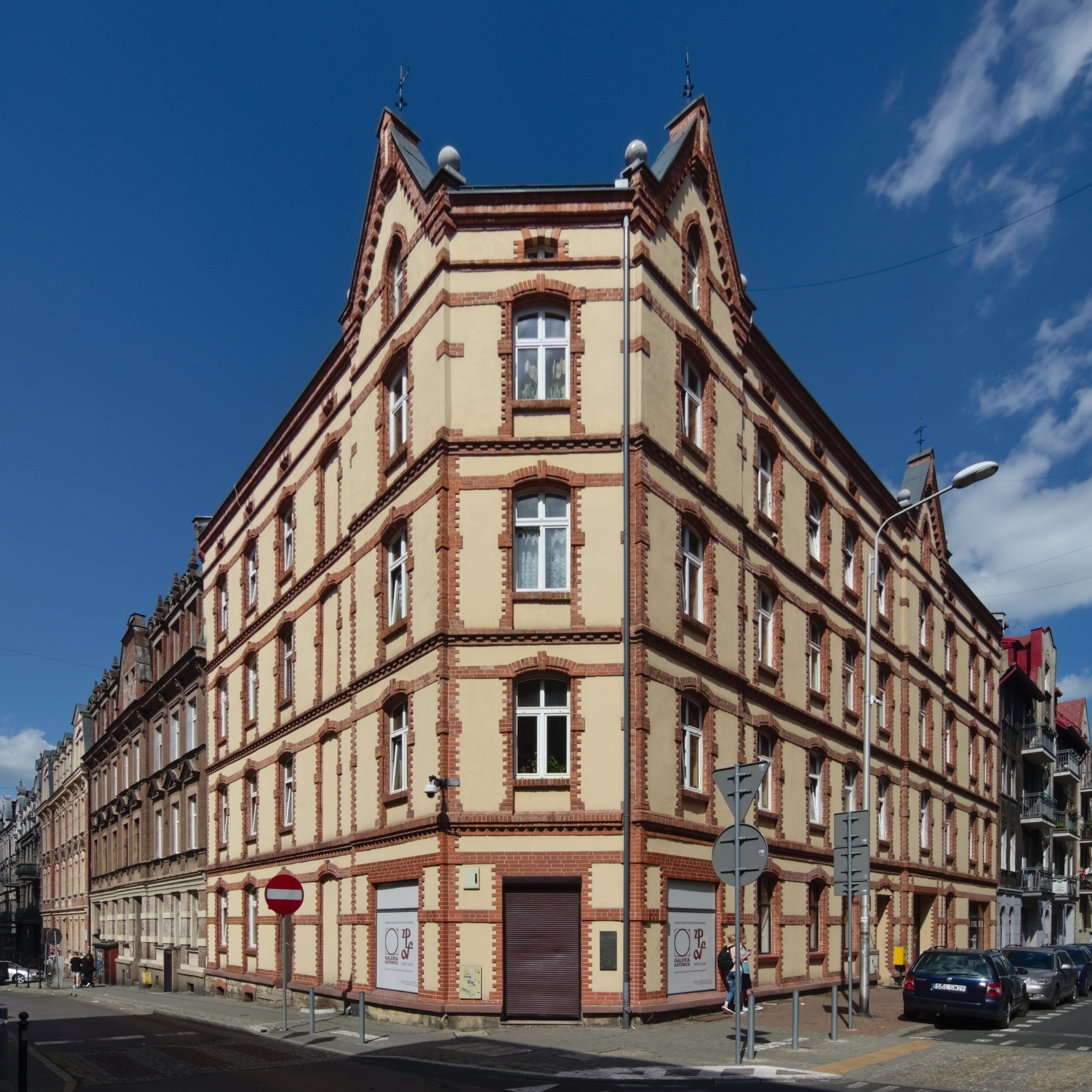
Kamienica pod numerem 2 (2024)
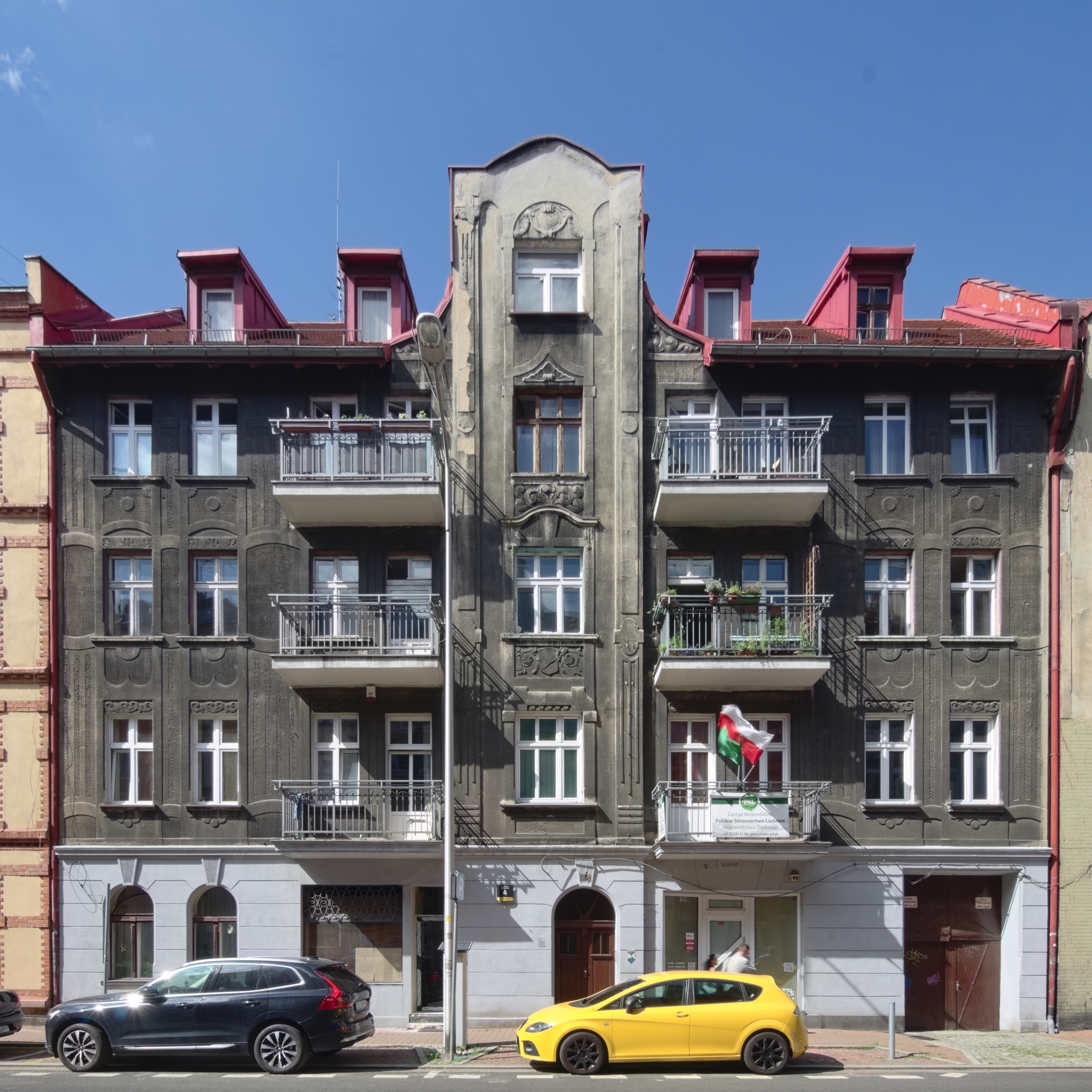
Kamienica pod numerem 4 (2024)
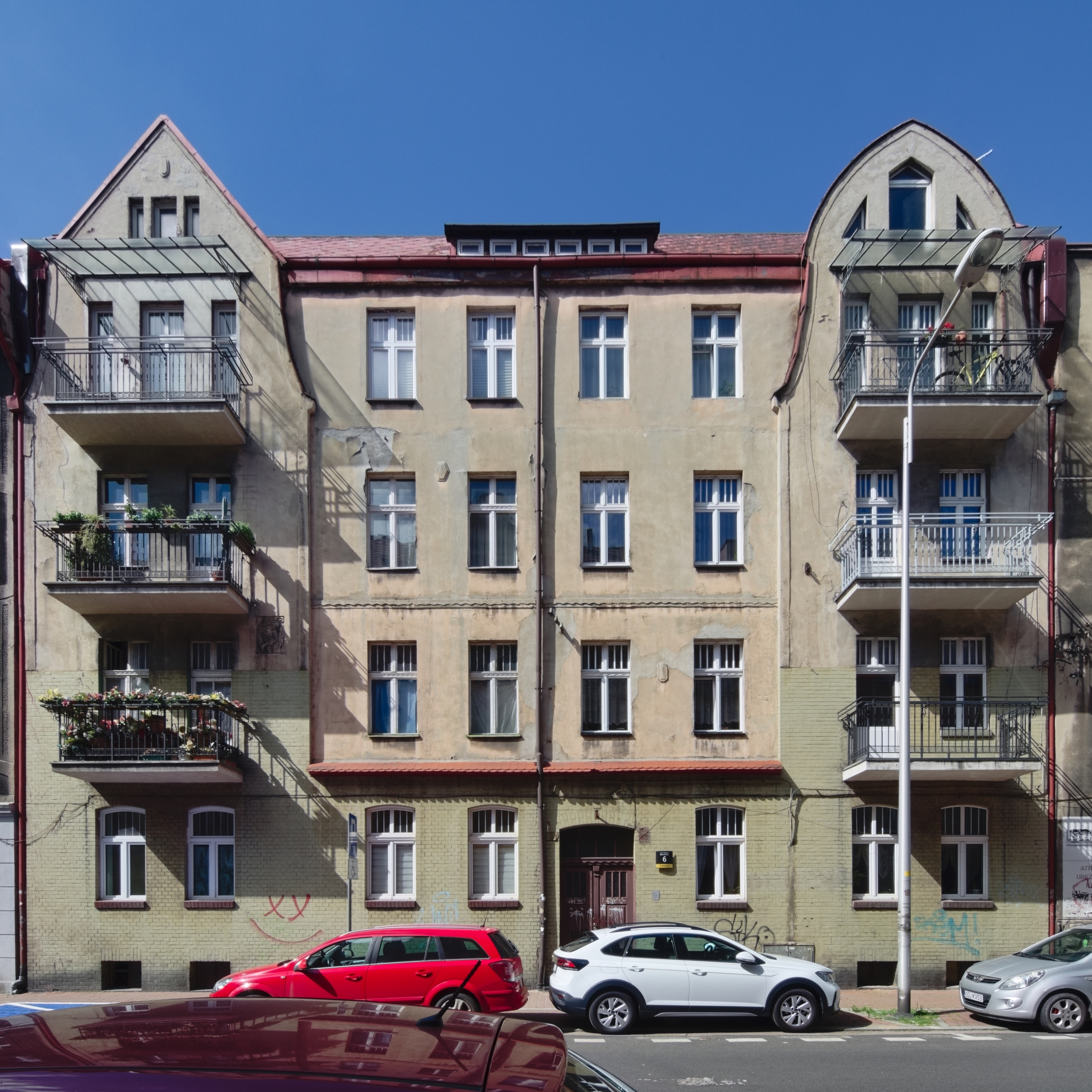
Kamienica pod numerem 6 (2024)
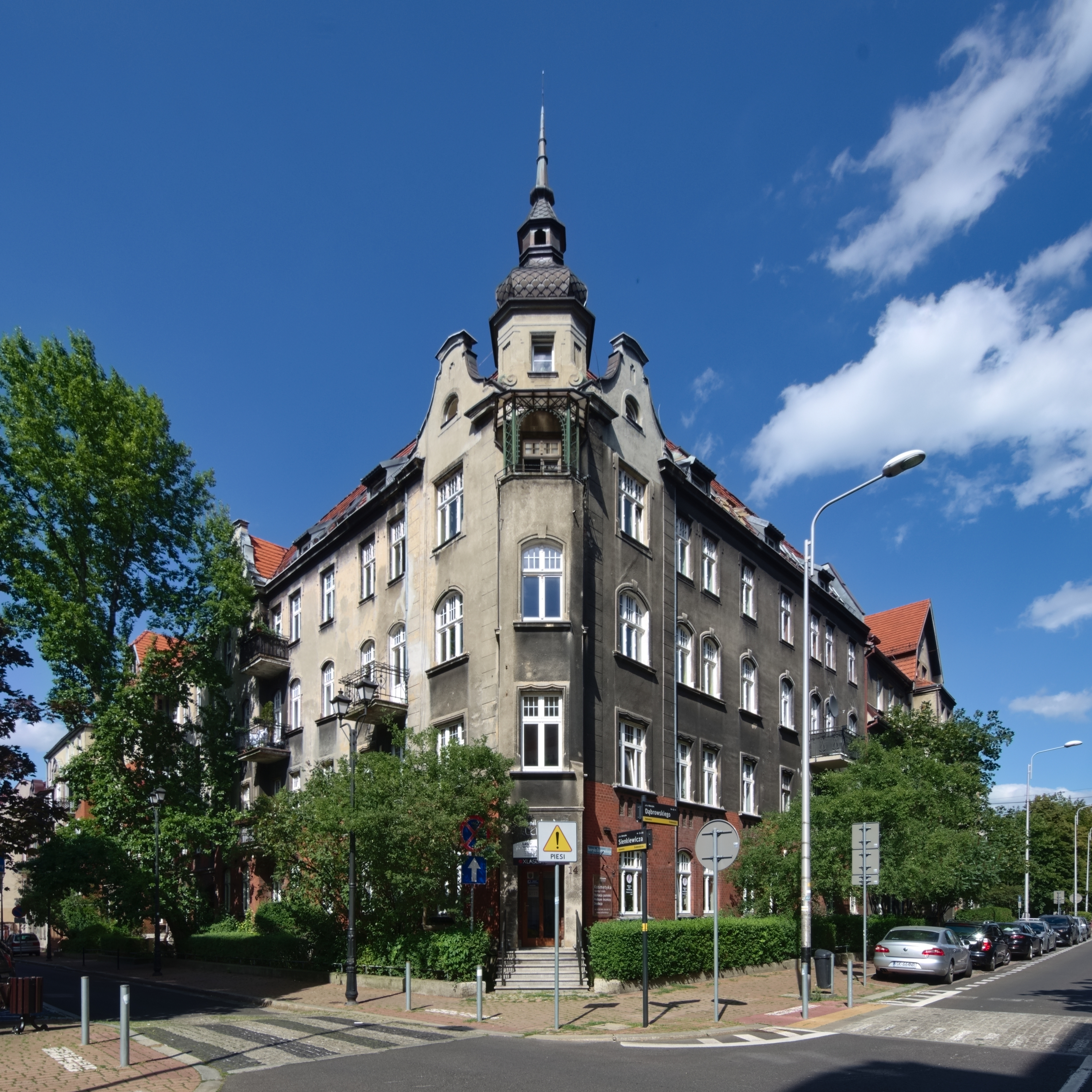
Kamienica na rogu ul. H. Sienkiewicza pod numerem 14 (2024)
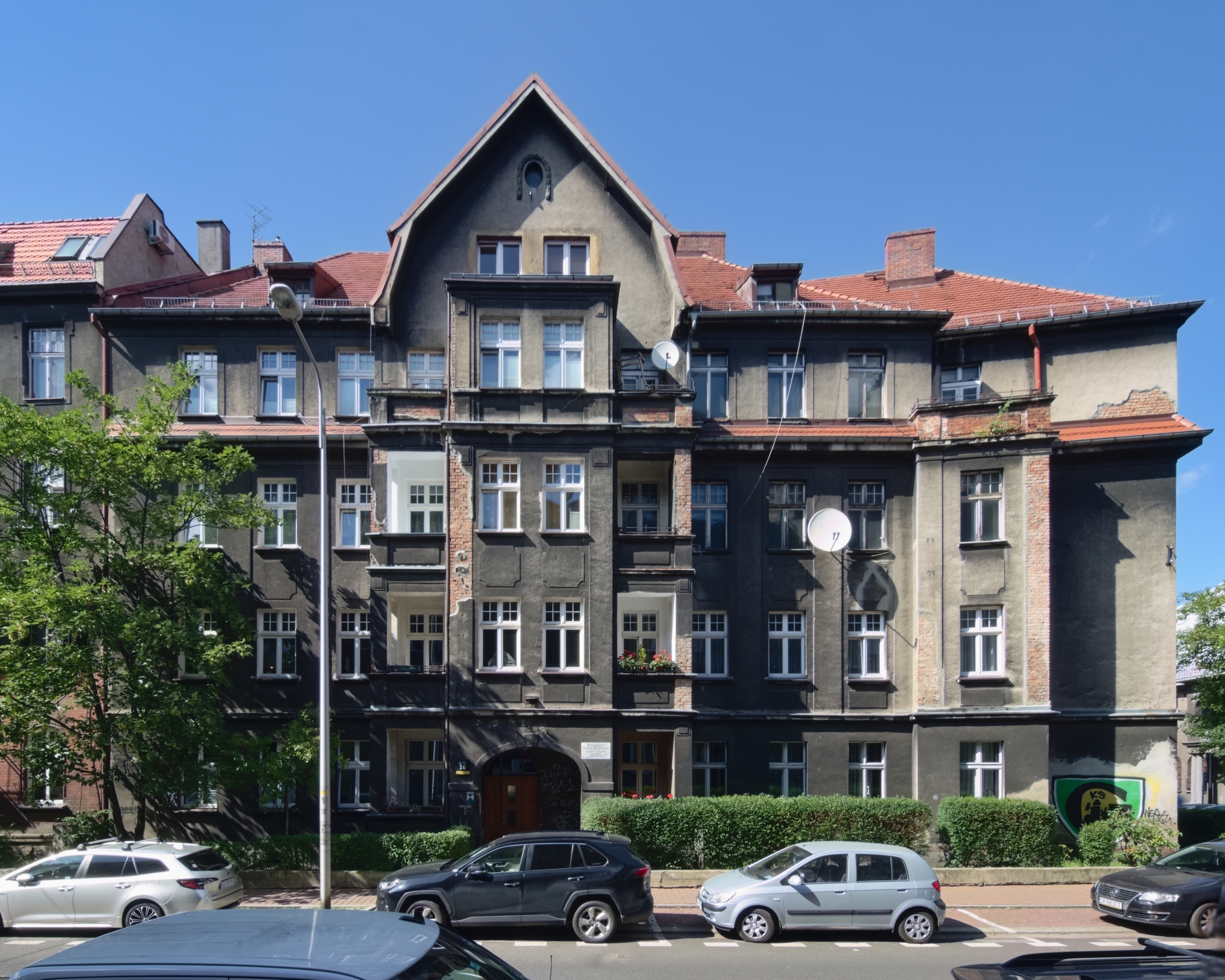
Kamienica pod numerem 16 (2024)
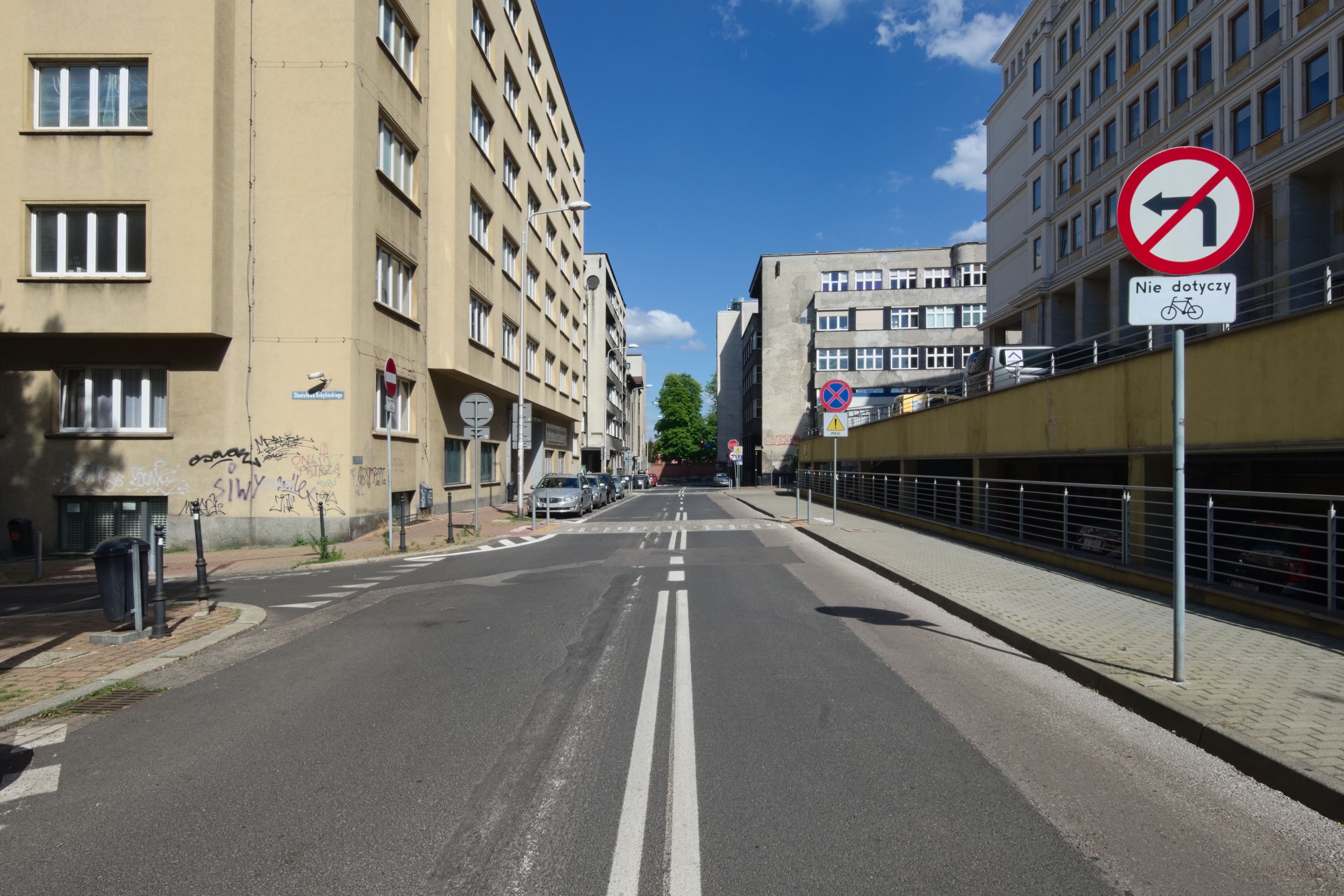
Odcinek kończący się skrzyżowaniem z ul. Francuską (2024)
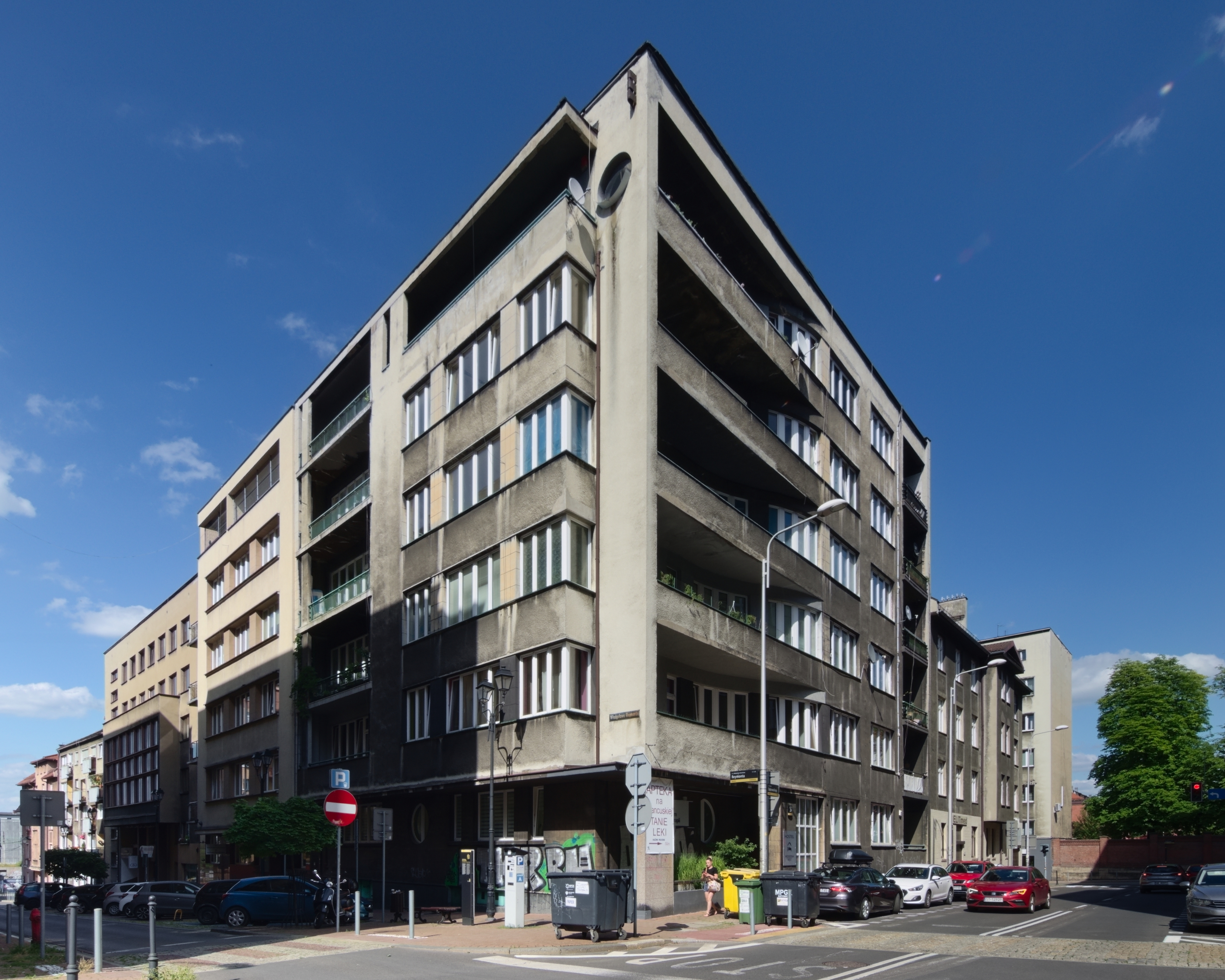
Blok mieszkalny pod numerem 24 (2024)
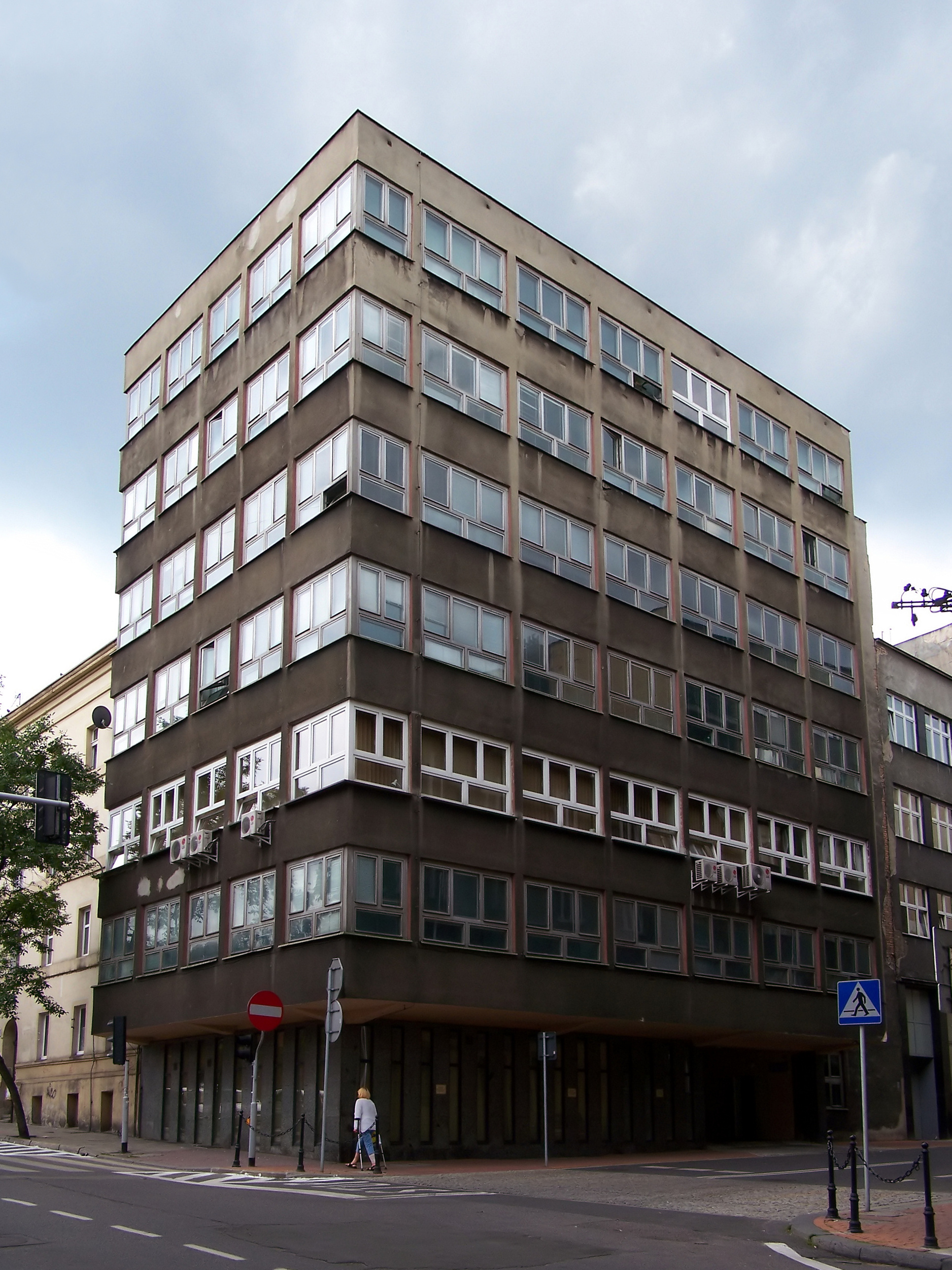
Budynek na rogu ul. H. Dąbrowskiego i ul. Francuskiej (ul. Francuska 25, 2008)